# Geophilus punicus
Geophilus punicus är en mångfotingart som beskrevs av Silvestri F. 1896. Geophilus punicus ingår i släktet Geophilus och familjen storjordkrypare.
Artens utbredningsområde är Tunisien. Inga underarter finns listade i Catalogue of Life.